# 张楚 (南朝)
张楚，益州梓潼（今四川梓潼县）人，南朝宋人物。
他的母亲病重，只剩下一口气，张楚祈祷非常虔诚，用火烧手指来发誓，好似精诚感悟，母亲的病后来好了，朝廷标榜他的家门为“孝行张氏之闾”，改所居村里的名字为孝行里。蠲免三代租布，本人也被加赐旌命。